# Planeta Spisek
Planeta Spisek (tyt. oryg. Treason lub A Planet Called Treason) – powieść Orsona Scotta Carda należąca do gatunku science fiction opublikowana w 1979 r. W Polsce wydana w 1997 przez wydawnictwo Amber.
Mieszkańcy księstwa Mueller na planecie Spisek tylko z pozoru żyją w średniowieczu. Choć mieszkają w zamkach i toczą wojny używając broni rodem z czasów europejskiego rycerstwa, posiedli imponującą wiedzę z zakresu inżynierii genetycznej. Wszyscy Muellerowie mają właściwość natychmiastowego gojenia się ran, a nawet regeneracji utraconych lub bezpowrotnie uszkodzonych części ciała. Co jakiś czas jednak w wyniku eksperymentów pojawiają się mutacje. Jeżeli tylko ktoś okaże się być mutantem, traci wszystko i przestaje być uznawany za istotę ludzką.
Syn i spadkobierca księcia, Lanik, jest mutantem i tajemnica ta wychodzi na jaw. Dla Lanika chwila ta nie jest początkiem upadku. Wprost przeciwnie.